# Cầu Nguyệt Viên
Cầu Nguyệt Viên là một cây cầu bắc qua sông Mã trên Quốc lộ 1 tại thành phố Thanh Hóa, tỉnh Thanh Hóa, Việt Nam.
Cầu nằm ở phía đông thành phố Thanh Hóa, nối liền xã Hoằng Quang và phường Đông Hải. Tên cầu được đặt theo tên của làng Nguyệt Viên, một làng nằm ở chân cầu thuộc xã Hoằng Quang.
Đây là cây cầu lớn nhất trên địa bàn tỉnh Thanh Hóa hiện nay. Cầu có chiều dài 1045,4 m với 22 nhịp, nhịp chính dài 130 m, chiều rộng của cầu là 20,5 m, gồm 4 làn xe cơ giới và 2 làn xe thô sơ.
Công trình được khởi công xây dựng vào tháng 11 năm 2013 và khánh thành vào ngày 31 tháng 1 năm 2015.